# Oberstdorf
Oberstdorf is een gemeente in de Allgäu regio in het zuidwesten van Beieren in Duitsland en telt 9.572 inwoners. Het is een populair wintersportgebied, voor zowel recreanten als gevorderden. In het centrum van Oberstdorf bevindt zich een kerk, die vanwege haar hoogte als een oriëntatiepunt geldt voor bezoekers die er niet bekend zijn. Vanuit Oberstdorf zijn de contouren van de Nebelhorn en de Fellhorn goed zichtbaar.
Oberstdorf staat bekend als de eerste van de vier locaties van het bekendste toernooi in het schansspringen. Het Vierschansentoernooi begint in Oberstdorf en doet verder Garmisch-Partenkirchen, Innsbruck en Bischofshofen aan. Verder staat in Oberstdorf een van de vijf skivliegschansen ter wereld. Deze schans, de Heini Klopfer Skiflugschanze is voor het publiek te bezoeken.

## Afbeeldingen

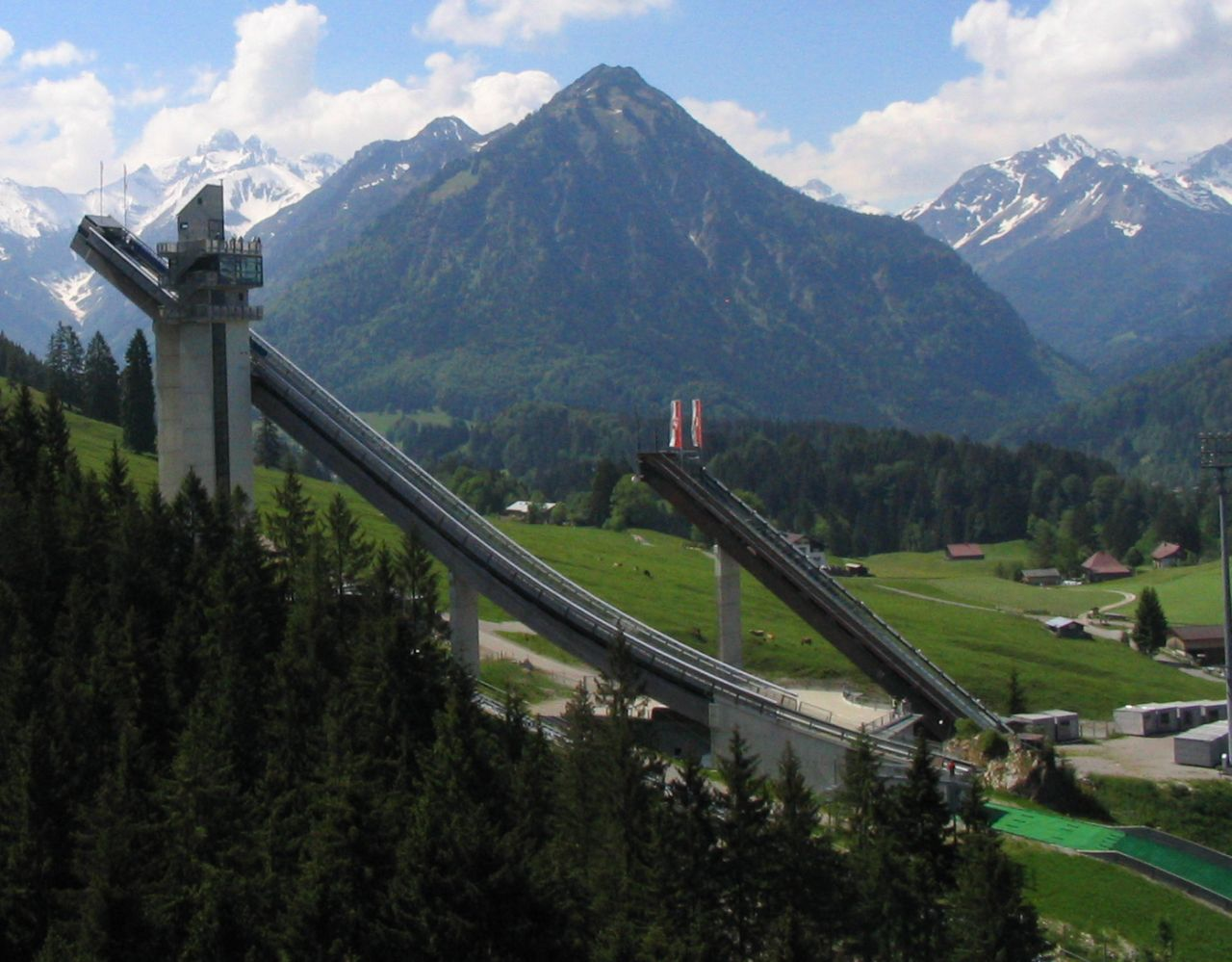
Springschansen te Oberstdorf
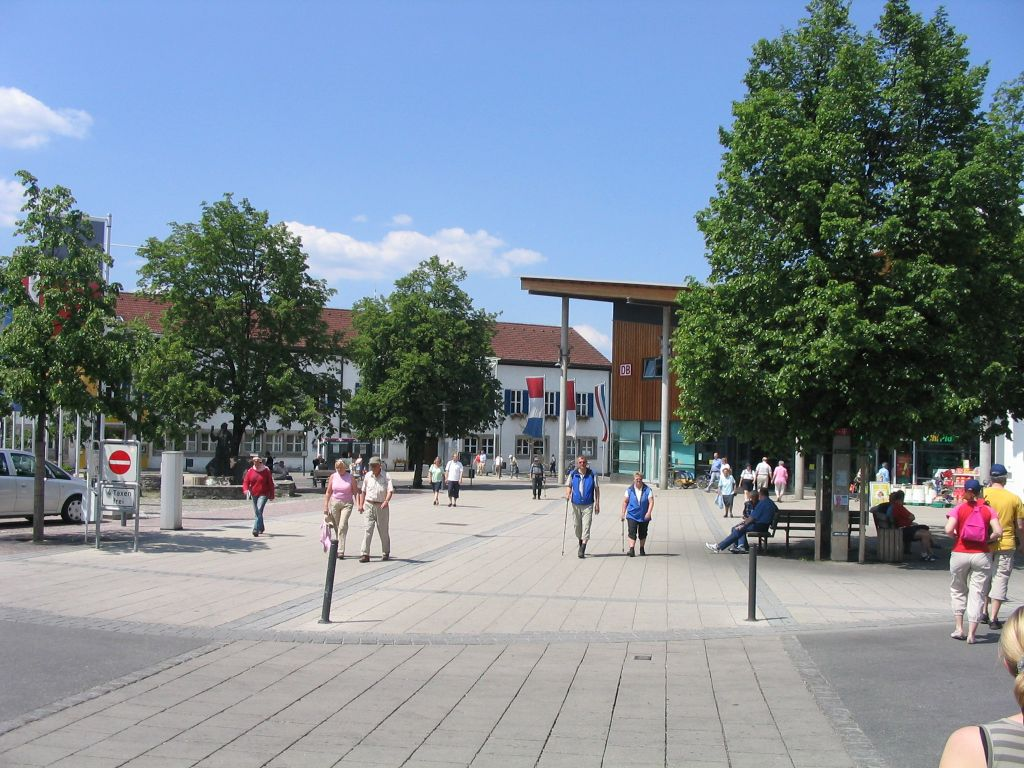
Centrum Oberstdorf nabij het station
Gezicht op Oberstdorf vanuit het westen

## Sport
Oberstdorf is voor de professionele wintersport de belangrijkste plaats in Duitsland. Ook voor de recreatieve sporter heeft Oberstdorf veel te bieden. In het skigebied Oberstdorf-Kleinwalsertal met verschillende kabelbanen (Nebelhorn, Fellhorn/Kanzelwand, Söllereck, Walmendingerhorn en Ifen) in totaal 124 kilometers aan skipisten worden bereikt. Bovendien heeft Oberstdorf 140 kilometer aan winter wandelpaden evenals 75 kilometer aan loipen. Een ijssportcentrum met sportinternaat en Olympisch steunpunt dat gevestigd is in Oberstdorf biedt trainingsmogelijkheden voor de sporten curling, kunstschaatsen, langlaufen en skispringen. De tweevoudig Duits kampioen kunstschaatsen van 2001 en 2003 Silvio Smalun, de wereldkampioene kunstschaatsen van 2012 Carolina Kostner en de Europees kampioen Curling van 2002 en 2004 Skip Sebastian Stock trainen of trainde onder andere in het ijssportcentrum.

#### Vierschansentournee
Al jaren vindt in Oberstdorf op de Schattenbergschans de openingswedstrijd van het vierschansentoernooi in het skispringen plaats. De wedstrijd wordt al georganiseerd sinds 1953. Destijds was Oberstdorf echter de tweede wedstrijd in de tournee na Garmisch-Partenkirchen.

#### Skivliegen
Oberstdorf is een van de weinige plaatsen in de wereld, die wedstrijden skivliegen kan organiseren. Deze wedstrijden worden gehouden op de Heini Klopfer Skivliegschans. In de jaren 1984, 1992, 1995, 1998, 2001, 2001, 2007, 2009, 2010 en februari 2011 organiseerde Oberstdorf een wereldbeker skispringen. In 2018 werd ook in Oberstdorf voor de zesde keer de wereldkampioenschappen skivliegen gehouden, nadat dit eerder ook in 1973, 1988, 1998 en 2008 het geval was. In de jaren 1950, 1951, 1952, 1955, 1958, 1961, 1964, 1967, 1970, 1976 en 1979 werden in Oberstdorf de internationale skivliegweken georganiseerd.

#### WK noords skiën
Oberstdorf heeft tweemaal de wereldkampioenschappen noords skiën mogen organiseren, in 1987 en 2005. Oberstdorf had zich ook kandidaat gesteld voor de wereldkampioenschappen noords skiën van 2019, maar verloor dit bid aan Seefeld in Tirol in de derde stemronde.

#### Langlaufen
Oberstdorf heeft verscheidene wereldbekerwedstrijden langlaufen georganiseerd. In 1986, 1996, 2004 en 2006 betrof het een normale wereldbekerwedstrijd. De wereldbekerwedstrijden van 2007, 2010/2011, 2011/2012, 2015 - 2019 maakten deel uit van de Tour de Ski.

#### Overige sport
- Curling
  - 1987 - Europees kampioenschap curling mannen/vrouwen
  - 1992 - Wereldkampioenschap junioren curling
  - 1994 - Wereldkampioenschap curling mannen/vrouwen
  - 2000 - Europees kampioenschap curling mannen/vrouwen
- Freestyleskiën
  - 2002, 2005 - Wereldbeker freestyleskiën Mogulskiën (Fellhorn)
- Kunstrijden
  - 1982 - Wereldkampioenschappen kunstschaatsen junioren
  - 2000 - Wereldkampioenschappen kunstschaatsen junioren
  - 2007 - Wereldkampioenschappen kunstschaatsen junioren
  - Ieder jaar - Nebelhorn Trophy
- Noordse combinatie
  - 2004, 2007 - Wereldbeker noordse combinatie
- Shorttrack
  - 1999 - Europese kampioenschappen shorttrack
- Snowboarden
  - 1998, 1999, 2001 - Wereldbeker snowboarden

#### Bekende sporters uit Oberstdorf
- Andreas Bauer (skispringer)
- Max Bolkart (skispringer)
- Toni Brutscher (skispringer)
- Peter Leitner (skispringer)
- Frank Löffler (skispringer)
- Thomas Müller (noordse combinatieskiër)
- Katrin Zeller (langlaufster)
- Oliver Rössel (parapenter)
- Norbert Schramm (schaatser)
- Georg Späth (skispringer)
- Hansjörg Tauscher (alpineskiër)
- Sepp Weiler (skispringer)
- Klaus Allgayer (skispringer)
- Heini Ihle (skispringer)
- David Speiser (snowboarder)
- Christina Geiger (alpineskiester)
- Johannes Rydzek (noordse-combinatieskiër)
- Vinzenz Geiger (noordse-combinatieskiër)
- Katharina Althaus (schansspringster)
- Julian Schmid (noordse-combinatieskiër)
- Alexander Schmid (alpineskiër)